# Victor Nelsson
Victor Enok Nelsson (sinh ngày 14 tháng 10 năm 1998) là một cầu thủ bóng đá chuyên nghiệp người Đan Mạch thi đấu  ở vị trí trung vệ cho câu lạc bộ Galatasaray tại Süper Lig và đội tuyển quốc gia Đan Mạch.